# Alfons Kavalec
Alfons Kavalec (29. července 1898 Václavovice, okres Frýdek-Místek – 20. října 1942 Berlín) byl úředník berního (finančního úřadu) a člen odbojové skupiny Obrana národa, který působil na Bruntálsku. Během heydrichiády byl zatčen za pomoc srbskému důstojníkovi a jako člen odboje v Berlíně popraven.

## Život
Narodil se poblíž dnešního Frýdku-Místku v obci Václavovice. Před válkou byl ředitelem důchodkového úřadu v Bruntále (předchůdce celního úřadu). Po mnichovském diktátu byl odsunut do Klobouk u Brna, kde se na výzvu místního ředitele zdejší školy zapojil do odboje. Ukrýval válečné zajatce, pomáhal materiálně i finančně rodinám zatčených i pozůstalým po českých vlastencích. Po jeho zatčení gestapem a několika měsících výslechů převezen z Protektorátu Čechy a Morava do Berlína, kde byl popraven gilotinou.
V únoru 1946 mu prezident Edvard Beneš udělil Československý válečný kříž 1939 in memoriam.

## Čestné občanství
Alfons Kavalec je čestným občanem města Bruntálu, je po něm pojmenována ulice. Na místě jeho pracoviště a adrese zdejšího finančního úřadu byla 20. října 2016 odhalena pamětní deska.